# Screwed
«Screwed» (en español: «Estoy perdida») es una canción del álbum debut de Paris Hilton, escrita por Kara DioGuardi & Greg Wells(se supone que así se llamaría el disco); fue lanzada en febrero de 2007.
La canción Screwed se le había prometido a la hermana de Hilary Duff, Haylie Duff, pero Paris quería la canción y movió sus influencias para quitársela, así que finalmente hizo que la discográfica no solo le quitara la canción a Haylie, sino que también le cancelara el contrato y la despidieran de la disquera, dándole así la canción a Paris.